# Артюс, Морис
Николас Морис Артю́с (9 января 1862, Анже — 24 февраля 1945, Фрибур) — французский врач, иммунолог и физиолог. Его именем названа одна из местных аллергических воспалительных реакций, впервые описанная им.

## Биография
Изучал медицину в Париже, получил докторскую степень в 1886 году. В 1896 году стал профессором в университете Фрибура в Швейцарии, в 1900 году вернулся во Францию и приступил к работе в Институте Пастера, а затем преподавал в École de Médecine de Marseilles. В 1907 году стал заведующим кафедрой физиологии в Лозаннском университете в Швейцарии, где проработал в течение 25 лет, выйдя в отставку в 1932 году.
Помимо вопросов, связанных с аллергическими реакциями, научные работы Артюса касались анафилаксии (с 1903 года), изучения свойств змеиного и пчелиного яда (составив, в частности, классификацию ядов в зависимости от того, какие именно органы или процессы в организме человека они поражают) и роли кальция в коагуляции крови (первые опыты по изучению коагуляции поставил на молоке ещё в 1890 году). Написал в общей сложности несколько сотен научных работ.